# 12 de diciembre
El 12 de diciembre es el día 346.º (tricentésimo cuadragésimo sexto) día del año en el calendario gregoriano y el 347.º en los años bisiestos. Quedan 19 días para finalizar el año.

## Acontecimientos
- 627: cerca de Mosul (Irak), el ejército bizantino de Heraclio derrota en la Batalla de Nínive a las fuerzas del sha persa Cosroes II, comandadas por Rhahzadh, poniendo así fin a las Guerras Romano-Sasánidas.
- 914: en León (actual España), Ordoño II es aclamado soberano por los principales magnates, obispos, abades y condes de León, reunidos en asamblea general, ungido por 12 obispos y coronado.
- 1098: en Maarat an-Numan (Siria), en el transcurso de la Primera Cruzada, tras dos semanas de sitio, los habitantes llegan a un acuerdo con los cruzados, de no ofrecer más resistencia y entregar la ciudad. (Matanza de Maarat).
- 1408: el Concilio de Perpiñán declara la legitimidad del papa Benedicto XIII de Aviñón.
- 1408: el emperador Segismundo de Luxemburgo, por entonces rey de Hungría crea la Orden del Dragón.
- 1543: en México estalla la revuelta de los encomenderos mexicanos.
- 1575: en el estado de Guanajuato (México), el virrey Martín Enríquez de Almansa crea el edicto que ordena la fundación de una ciudad, la que será León.
- 1584: en España, el escritor Miguel de Cervantes se casa con Catalina de Palacios.
- 1648: En España, sumida en la crisis hispánica de 1640, se ejecuta al marqués de Ayamonte en el Alcázar de Segovia, como castigo ejemplar por su participación en la conspiración secesionista de Andalucía.
- 1779: en la bahía de Honduras, ocurre La Acción del 12 de diciembre de 1779 un enfrentamiento naval entre un buque de la Marina Real británica y un corsario español.
- 1779: en Oporto (Portugal), el obispo Fray Juan Rafael de Mendonça consagra la iglesia de los Clérigos.
- 1781: en el marco de la guerra de Independencia de los Estados Unidos, una escuadra de 13 naves de la Marina Real británica al mando del contraalmirante Richard Kempenfelt derrotó una flota francesa de 19 naves en la Segunda Batalla de Ushant.
- 1793: en Francia, los republicanos derrotan a los rebeldes monárquicos en la batalla de Le Mans.
- 1794: en México, el fraile dominico Servando Teresa de Mier pronuncia un sermón en el que afirma que desde hacía muchos siglos los aztecas adoraban imágenes de la Virgen de Guadalupe junto con Quetzalcoatl. Considerado herético, es arrestado y condenado a diez años de destierro en España.
- 1804: España declara la guerra a Inglaterra por los tratados de San Ildefonso y Aranjuez con Francia.
- 1812: los últimos invasores franceses supervivientes abandonan Rusia.
- 1834: en el marco de la primera guerra carlista se libra la batalla de Mendaza. El general isabelino Fernández de Córdova vence a Zumalacárregui.
- 1840: en Valencia (España), la reina María Cristina renuncia a la regencia.
- 1846: se firma el Tratado Mallarino-Bidlack entre la República de la Nueva Granada y los Estados Unidos.
- 1863: en Chile, la primera Asamblea radical de Copiapó es organizada por Pedro León Gallo.
- 1886: En Ecuador, se colocan las piedras fundacionales de la Catedral de la Inmaculada Concepción de Cuenca.
- 1898: en Bolivia estalla la Revolución Federal al mando del coronel José Manuel Pando.
- 1898: en París, EEUU y España firman el «acuerdo de la paz», tratado en el que España reconoce la «pérdida» de sus últimas colonias: Cuba, Puerto Rico, Filipinas y Guam.
- 1900: Max Planck expone su teoría cuántica, base de la física moderna.
- 1901: Guiglielmo Marconi consigue la primera comunicación radiofónica trasatlántica entre Cornualles y San Juan de Terranova.
- 1903: en España, el Congreso aprueba el proyecto de ley que establece el descanso dominical.
- 1904: en Suecia, el dramaturgo José de Echegaray obtiene el primer premio Nobel de Literatura concedido a un español.
- 1907: en Uruguay se funda la Escuela Naval de la Armada Nacional.
- 1911: en India, el rey Jorge V del Reino Unido funda la ciudad de Nueva Delhi.
- 1915: en Berlín (Alemania), Hugo Junkers presenta el primer avión totalmente metálico.
- 1918: en Chile, el aviador Dagoberto Godoy hace por primera vez el cruce de la cordillera de los Andes en avión.
- 1924: en España, el autogiro de Juan de la Cierva realiza sus primeras pruebas, en un trayecto desde Cuatro Vientos a Getafe.
- 1930: en España sucede la Sublevación de Jaca, pronunciamiento militar contra la Monarquía de Alfonso XIII.
- 1932: en el municipio de Mexicali (Baja California, México) sucede la primera y única nevada conocida.
- 1944: En el ámbito de la Segunda Guerra Mundial, es bombardeada la ciudad alemana de Essen produciéndose un total de 463 víctimas mortales.[1]
- 1947: en Panamá la Federación de Estudiantes de Panamá (FEP), demostró su compromiso con la soberanía nacional al oponerse al tratado Filós-Hines, que permitía la ocupación permanente de bases militares de los Estados Unidos fuera de la antigua Zona del Canal.
- 1952: en Viena se inaugura la Conferencia de los Pueblos por la Paz.
- 1953: en Brasil se funda la ciudad Ribeirão das Neves.
- 1956: en Nueva York, el Consejo de Seguridad de las Naciones Unidas adopta la Resolución 121 sobre Japón
- 1957: en Chile se funda un equipo llamado Club de Deportes Aviación.
- 1959: El piloto australiano de Fórmula 1 Jack Brabham, consiguió en el Gran Premio de Estados Unidos su primer título mundial.
- 1960: en Ecuador se funda RTS, primer canal de televisión de ese país.
- 1962: en un pozo a 245 metros bajo tierra, en el área U3bu del Sitio de pruebas atómicas de Nevada (a unos 100 km al noroeste de la ciudad de Las Vegas), a las 9:25 (hora local) Estados Unidos detona su bomba atómica Madison, de menos de 20 kt. A las 10:45, a 232 metros bajo tierra y a 22 km al sureste de la anterior, detona su bomba Numbat, de 11 kt. Son las bombas n.º 302 y 303 de las 1131 que Estados Unidos detonó entre 1945 y 1992.
- 1963: Kenia se independiza del Imperio británico.
- 1963: en un pozo a 130 metros bajo tierra, en el área U3gq del Sitio de pruebas atómicas de Nevada (a unos 100 km al noroeste de la ciudad de Las Vegas), a las 7:00 (hora local) Estados Unidos detona su bomba atómica Bay Leaf, de menos de 20 kt. Diez minutos después, detona simultáneamente seis bombas atómicas, también subterráneas y a pocos kilómetros de distancia unas de otras: Tyg 1 a 6, de entre 1 y 20 kt cada una. Diez minutos después (a las 7:20) detona su bomba Scissors, de 1 kt. Son las bombas n.º 596 a 603 de las 1131 que Estados Unidos detonó entre 1945 y 1992.
- 1967: En Venezuela, se funda el Caracas Fútbol Club.
- 1968: en Tokio (Japón) el boxeador argentino Nicolino Locche se consagra campeón del mundo AMB al vencer al japonés Paul Fuji por abandono del local luego del noveno round.
- 1969: en Esmara, Sahara español, se constituye oficialmente el Harakat Tahrir (en español Movimiento Nacional de Liberación Saharaui), encabezado por Mohamed Sidi Brahim Basir.
- 1972: en un pozo a 271 metros bajo tierra, en el área U3gi del Sitio de pruebas atómicas de Nevada (a unos 100 km al noroeste de la ciudad de Las Vegas), a las 8:30 (hora local) Estados Unidos detona su bomba atómica Tuloso, de 0,2 kt. Es la bomba n.º 780 de las 1131 que Estados Unidos detonó entre 1945 y 1992.
- 1972: En los Andes argentinos, Antonio Vizintín, Roberto Canessa y Fernando Parrado parten en busca de ayuda para sus amigos heridos en el accidente ocurrido en el mes de octubre, por la cara oriental del Monte Seler. El grupo de 16 personas finalmente fue rescatado el 22 y 23 de diciembre tras 72 días de supervivencia al límite.
- 1973: en un pozo a 278 metros bajo tierra, en el área U3ji del Sitio de pruebas atómicas de Nevada (a unos 100 km al noroeste de la ciudad de Las Vegas), a las 11:00 (hora local) Estados Unidos detona su bomba atómica Pajara, de 5 kt. Es la bomba n.º 808 de las 1131 que Estados Unidos detonó entre 1945 y 1992.
- 1974: El líder iraquí Sadam Huseín llega a Córdoba (España), donde finalizaría su visita oficial a España con una oración en el Mirhab de la Mezquita-Catedral de Córdoba.[2]
- 1975: en España, Carlos Arias Navarro es nombrado presidente del Gobierno.
- 1979: en Colombia se produce el segundo mayor terremoto de su historia en el siglo XX, que alcanza una magnitud de 8,1 y provoca un tsunami con olas de 5 metros que matan a 259 personas en la costa del Pacífico colombiano.
- 1979: en Corea del Sur tiene lugar un golpe de Estado liderado por el teniente general Chun Doo-hwan.
- 1981: en El Salvador ―en el marco de la «Operación Rescate» contra el FMLN― sucede el tercer y último día de la Masacre de El Mozote: la Fuerza Armada tortura y ejecuta a 900 campesinos civiles (hombres, mujeres y niños) desarmados. Se considera la peor masacre en el hemisferio occidental, en tiempos modernos. Su responsable político, el dictador José Napoleón Duarte (1925-1990), nunca será juzgado.
- 1981: en Polonia, el general Jaruzelski dirige un golpe militar.
- 1984: en Mauritania, Maaouya Ould Sid'Ahmed Taya derroca a Mohamed Khouna Ould Haidalla.
- 1995: Gonzalo Alcalde Crespo es nombrado académico numerario de la Institución Tello Téllez de Meneses.
- 1997: en México se realiza el primer evento caritativo Teletón con la meta de recaudar 80 millones de MXN, superando la meta con 138 millones.
- 2000: en Nicaragua la policía detiene al exregente de la Ciudad de México, Óscar Espinosa Villarreal, acusado de varios delitos.
- 2004: en Nayarit (México) ocurre un trágico accidente automovilístico donde pierden la vida varios peregrinos.
- 2004: el Club Atlético Newell's Old Boys moviliza a 40.000 personas a Avellaneda, convirtiéndose en la mayor movilización en la historia del fútbol argentino.
- 2015: en Kabul (Afganistán) tiene lugar un atentado contra la embajada española.
- 2015: en Arabia Saudita pueden votar las mujeres y ser candidatas por primera vez.
- 2015: en Francia se aprueba un histórico acuerdo mundial contra el cambio climático para poner freno al efecto invernadero.
- 2018: se lanza globalmente el videojuego Brawl Stars
- 2021: se reabre la basílica de Guadalupe para la visita de peregrinos celebrando el 490 aniversario del milagro del Tepeyac siendo que en 2020 fue cerrada por la pandemia del COVID-19.
- 2021: Tras 70 años de sequía, el equipo de futbol Atlas rompe la peor sequía sin ser campeones del fútbol mexicano y una de las peores del fútbol mundial, al coronarse campeón de Grita México 2021, ante el Club León en tanda de penales.
- 2021: El piloto de Fórmula 1 Max Verstappen se proclama campeón del mundo tras una gran temporada y una rivalidad con Lewis Hamilton hasta la última carrera de la temporada
- 2022: En México inician los preparativos para la celebración del quinto centenario de la aparición de la virgen de Guadalupe en la cual se tiene prevista la participación del Papa
- 2022: En Perú, la presidenta Dina Boluarte, declara estado de emergencia a nivel nacional, debido a las protestas en su contra. Asimismo, propuso el adelanto de elecciones para el 2024.

## Nacimientos
- 1298: Alberto II, aristócrata austríaco (f. 1358).
- 1418: Alberto VI, aristócrata austríaco (f. 1463).
- 1526: Álvaro de Bazán, almirante español (f. 1588).
- 1685: Lodovico Giustini, compositor y tecladista italiano (f. 1743).
- 1712: Carlos Alejandro de Lorena, general austríaco (f. 1780).
- 1731: Erasmus Darwin, físico británico (f. 1802).
- 1745: John Jay, político y jurista estadounidense (f. 1829).
- 1779: Magdalena Sofía Barat, religiosa francesa (f. 1865).
- 1791: María Luisa de Austria, aristócrata austríaca, esposa de Napoleón Bonaparte (f. 1847).
- 1799: Karl Briulov, pintor ruso (f. 1852).
- 1816: José María Cabral y Luna, general y presidente dominicano (f. 1899).
- 1820: Carolina Coronado, poetisa española (f. 1911).
- 1821: Gustave Flaubert, novelista francés (f. 1880).
- 1856: Francisco G. Sada, empresario e industrial mexicano (f. 1945).
- 1859: Sinesio Delgado, escritor español (f. 1928).
- 1862: J. Bruce Ismay, empresario británico (f. 1937).
- 1863: Edvard Munch, pintor noruego (f. 1944).
- 1866: Alfred Werner, químico suizo, premio nobel de química en 1913 (f. 1919).
- 1875: Gerd von Rundstedt, militar alemán (f. 1953).
- 1884: Ernesto De Fiori, escultor italiano (f. 1945).
- 1893: Edward G. Robinson, actor estadounidense de origen rumano (f. 1973).
- 1897: Magdalena Aulina, religiosa española (f. 1956).
- 1898: Humberto Zarrilli, poeta y pedagogo uruguayo (f. 1964).
- 1900: Mária Telkes, científica pionera e inventora húngara-estadounidense que trabajó en tecnologías de energía solar (f. 1995)
- 1901: Pablo de la Torriente Brau, escritor cubano-puertorriqueño (f. 1936).
- 1902: Antonio José Martínez Palacios, compositor español (f. 1936).
- 1903: Yasujirō Ozu, cineasta japonés (f. 1963).
- 1904: Johannes Iversen, biólogo danés (f. 1971).
- 1905: Ángel Garasa, actor español (f. 1976).
- 1905: Guty Cárdenas, cantante mexicano (f. 1932).
- 1906: Ludwig Suthaus, tenor alemán (f. 1971).
- 1906: Pamela Wedekind, actriz, cantante y traductora alemana (f. 1986).
- 1909: Karen Morley, actriz estadounidense (f. 2003).
- 1912: Camilo Da Passano, actor argentino (f. 1983).
- 1914: Patrick O'Brian, novelista y traductor británico (f. 2000).

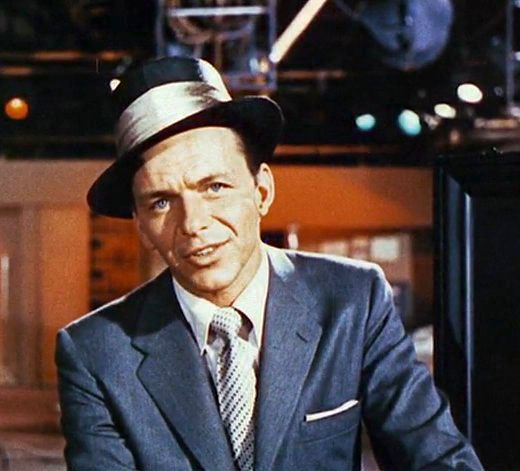
Frank Sinatra.

- 1915: Frank Sinatra, cantante y actor estadounidense (f. 1998).
- 1915: Carlos Humberto Perette, político argentino (f. 1992).
- 1916: Damián Yáñez Neira, escritor religioso español (f. 2015).
- 1918: Oleg Gazenko, científico ruso (f. 2007).
- 1918: Stephen Pace, pintor estadounidense (f. 2010).
- 1918: Joe Williams, cantante estadounidense (f. 1999).
- 1919: Fritz Muliar, actor austríaco (f. 2009).
- 1920: Heleno de Freitas, futbolista brasileño (f. 1959).

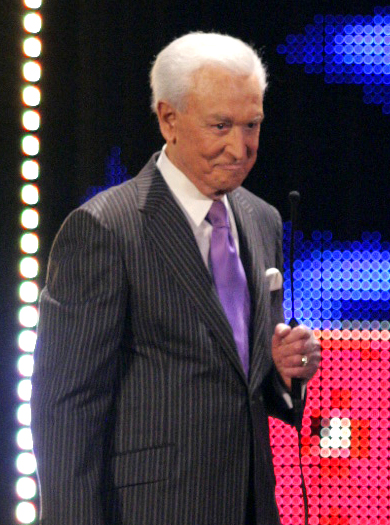
Bob Barker.

- 1923: Bob Barker, presentador de televisión estadounidense (f. 2023).
- 1923: Ken Kavanagh, piloto de motociclismo y automovilismo australiano (f. 2019).
- 1924: Ed Koch, político estadounidense, alcalde de Nueva York (f. 2013).
- 1925: Ahmad Shamlou, poeta iraní (f. 2000).
- 1927: Robert Noyce, inventor estadounidense (f. 1990).
- 1928: Manuel Felguérez, pintor y escultor mexicano (f. 2020).
- 1928: Eutiquio Leal, escritor colombiano (f. 1997).
- 1928: Andrés Rivera, escritor y periodista argentino (f. 2016).
- 1929: Toshiko Akiyoshi, compositora japonesa de jazz.
- 1929: Antunes Filho, director de teatro brasileño (f. 2019).
- 1929: John Osborne, dramaturgo y actor británico (f. 1994).
- 1929: Ramón Buxarrais Ventura, obispo español.
- 1930: Helen Frankenthaler, pintora estadounidense (f. 2011).
- 1932: Martín Adjemián, actor argentino (f. 2005).
- 1932: Bob Pettit, baloncestista estadounidense.
- 1933: Jorge Olavarría, político, historiador y periodista venezolano (f. 2005).
- 1933: Manu Dibango, cantante, compositor y músico camerunés de jazz (f. 2020).
- 1934: Miguel de la Madrid, presidente mexicano entre 1982 y 1988 (f. 2012).
- 1934: Ramón Marsal, futbolista español (f. 2007).
- 1937: Michael Jeffery, militar y político australiano, gobernador de Australia, 2003-2008 (f. 2020).
- 1937: Connie Francis, cantante estadounidense (f. 2025).
- 1938: Lucio Cabañas, maestro rural mexicano (f. 1974).
- 1939: Hugo Santiago Muchnik, cineasta argentino (f. 2018).
- 1940: Dionne Warwick, cantante estadounidense de soul y pop.
- 1940: José G. Moreno de Alba, lingüista mexicano (f. 2013).
- 1942: Migueli, futbolista español (f. 2002).
- 1943: Dickey Betts, músico estadounidense, de la banda The Allman Brothers Band (f. 2024).
- 1943: Grover Washington, Jr., saxofonista estadounidense de jazz (f. 1999)
- 1944: Diana Bracho, actriz mexicana.
- 1944: Rob Tyner, cantante y músico estadounidense, de la banda MC5 (f. 1991)
- 1945: Portia Simpson-Miller, política jamaiquina.
- 1946: Emerson Fittipaldi, piloto de automovilismo brasileño.
- 1946: Renzo Zorzi, piloto de Fórmula 1 italiano (f. 2015).
- 1947: Don Keith, escritor estadounidense.
- 1948: Marcelo Rebelo de Sousa, político portugués.
- 1948: Francisco Michavila, rector universitario español.
- 1948: Juan Peláez, actor mexicano (f. 2013).
- 1949: Marc Ravalomanana, político malgache, presidente de Madagascar entre 2002 y 2009.
- 1949: Bill Nighy, actor británico.
- 1950: Eric Maskin, economista estadounidense, premio nobel de economía en 2007.
- 1952: Manuel Rosales, político venezolano.
- 1953: Bruce Kulick, guitarrista estadounidense, de la banda Kiss.
- 1955: Azuzena Martín-Dorado Calvo, cantante española (f. 2005).
- 1956: Johan Van der Velde, ciclista neerlandés.
- 1958: Sheree J. Wilson, actriz estadounidense.
- 1960: Manuel Bandera, actor español.
- 1960: Gabriel Corrado, actor argentino.
- 1961: Alberto Fernández Díaz, abogado y político español, presidente del PPC en el ayuntamiento de Barcelona.
- 1962: Tracy Austin, tenista estadounidense.
- 1963: Juan Carlos Varela, ingeniero, empresario y político panameño, presidente de Panamá entre 2014 y 2019.
- 1964: Sabu, luchador profesional estadounidense (f. 2025).
- 1965: José Corbacho, actor español.
- 1966: Royce Gracie, luchador brasileño de artes marciales mixtas.
- 1966: Pops Fernández, actriz, cantante y compositora filipina.
- 1968: Tatiana, cantante y conductora de televisión mexicana.
- 1970: Mädchen Amick, actriz estadounidense.
- 1970: Jennifer Connelly, actriz estadounidense.
- 1970: Regina Hall, actriz estadounidense.
- 1970: Wilson Kipketer, atleta keniano-danés.
- 1972: Hank Williams III, músico estadounidense.
- 1974: Nolberto Solano, futbolista peruano.
- 1975: Mayim Bialik, actriz estadounidense.
- 1975: Craig Moore, futbolista australiano.
- 1976: Dan Hawkins, guitarrista británico, de la banda The Darkness.
- 1976: Fernando Mon, guitarrista español, de las bandas WarCry, Avalanch y Sauze.
- 1977: Erica, Nicole y Jaclyn Dahm, modelos estadounidenses.
- 1977: Diana Palazón, actriz española.
- 1977: Tomás Yankelevich, director y productor de televisión argentino.
- 1981: Andrew Whitworth, jugador estadounidense de fútbol americano.
- 1982: Ervin Santana, beisbolista dominicano.
- 1982: Alejandro Kurz, cantante argentino.
- 1982: Dmitri Tursúnov, tenista ruso.
- 1984: Daniel Agger, futbolista danés.
- 1984: Jessica Landström, futbolista sueca.
- 1986: Reykon, cantante colombiano de reguetón.
- 1986: Sam Cronin, futbolista estadounidense.
- 1990: Victor Moses, futbolista nigeriano.
- 1990: Tyron Smith, jugador estadounidense de fútbol americano.
- 1991: Jaime Lorente, actor español.
- 1992: Douwe Bob, cantante neerlandés.
- 1996: Miguel Bernardeau, actor español.
- 1997: Kim Loaiza, cantante, celebridad de internet y empresaria mexicana.
- 2000: Lucas Jade Zumann, actor y piloto privado estadounidense.
- 2001: Íñigo Quintero, cantante español.

## Fallecimientos
- 884: Carlomán II, rey francés (n. 867).
- 894: Guido III de Spoleto, rey italiano entre 889 y 894, y emperador carolingio entre 891 y 894 (n. 855).
- 1204: Maimónides, médico, rabino y teólogo judío español (n. 1135).
- 1766: Johann Christoph Gottsched, escritor alemán (n. 1700).
- 1777: Albrecht von Haller médico, anatomista, poeta y naturista suizo (n. 1708).
- 1877: José de Alencar, escritor, periodista y político brasileño (n. 1829).
- 1889: Robert Browning, poeta británico (n. 1812).
- 1894: John Sparrow David Thompson, político y primer ministro canadiense (n. 1845).
- 1905: Miguel de los Santos Taborga, arzobispo e historiador boliviano (n. 1833).
- 1921: Henrietta Swan Leavitt, astrónoma estadounidense (n. 1868).
- 1937: Alfred Abel, actor alemán (n. 1879).
- 1939: Douglas Fairbanks, actor estadounidense (n. 1883).
- 1941: Leopoldo Ruiz y Flores, obispo mexicano (n. 1865).
- 1951: Mildred Bailey, cantante estadounidense de jazz (n. 1907).
- 1956: Ewald André Dupont, cineasta alemán (n. 1891).
- 1957: Robert Kurka, compositor estadounidense (n. 1921).
- 1958: Slobodan Iovanovich, político yugoslavo (n. 1869).
- 1963: Theodor Heuss, político alemán (n. 1884).
- 1963: Yasujirō Ozu, cineasta japonés (n. 1903).
- 1967: Dionís Bennàssar, pintor mallorquí (n. 1904).
- 1968: Tallulah Bankhead, actriz estadounidense (n. 1902).
- 1968: Antonio Cifariello, actor y documentalista italiano (n. 1930).
- 1973: Atilio García, futbolista uruguayo (n. 1914).
- 1976: Jack Cassidy, actor estadounidense (n. 1927).
- 1978: Fay Compton, actriz británica (n. 1894).
- 1983: Alfonso Grosso Sánchez, pintor español (n. 1893).
- 1985: Ian Stewart, tecladista británico, de la banda The Rolling Stones (n. 1938).
- 1987: Enrique Jorrín, músico cubano (n. 1926).
- 1989: Carlos Barral, poeta, editor y político español (n. 1928).
- 1989: Enrique Sobisch, pintor y dibujante argentino (n. 1929).
- 1990: Concha Piquer, cantante española (n. 1906).
- 1994: Stuart Roosa, astronauta estadounidense (n. 1933).
- 1995: Ángel Crespo, escritor, traductor y profesor español (n. 1926).
- 1997: Yevgeniy Landis, matemático soviético (n. 1921).
- 1998: Marco Denevi, escritor y guionista argentino (n. 1920).
- 1999: Joseph Heller, escritor estadounidense (n. 1923).
- 1999: Ignacio Quirós, actor hispano-argentino (n. 1931).
- 1999: Paul Cadmus, artista estadounidense (n. 1904).
- 2000: Libertad Lamarque, actriz y cantante argentina (n. 1908).
- 2001: Josef Bican, futbolista austríaco (n. 1913).
- 2002: Brad Dexter, actor estadounidense (n. 1917).
- 2003: Heydar Alíyev, político azerbaiyano, presidente de Azaerbiyán entre 1993 y 2003 (n. 1923).
- 2003: Luis Cordara, actor argentino (n. 1943).
- 2005: Jon Cortina, sacerdote jesuita e ingeniero español (n. 1934).
- 2005: David Pritchard, escritor británico (n. 1919).
- 2006: Paul Arizin, baloncestista estadounidense (n. 1928).
- 2006: Peter Boyle, actor estadounidense (n. 1935).
- 2006: Yuki Nambá, actriz argentina (n. 1923).

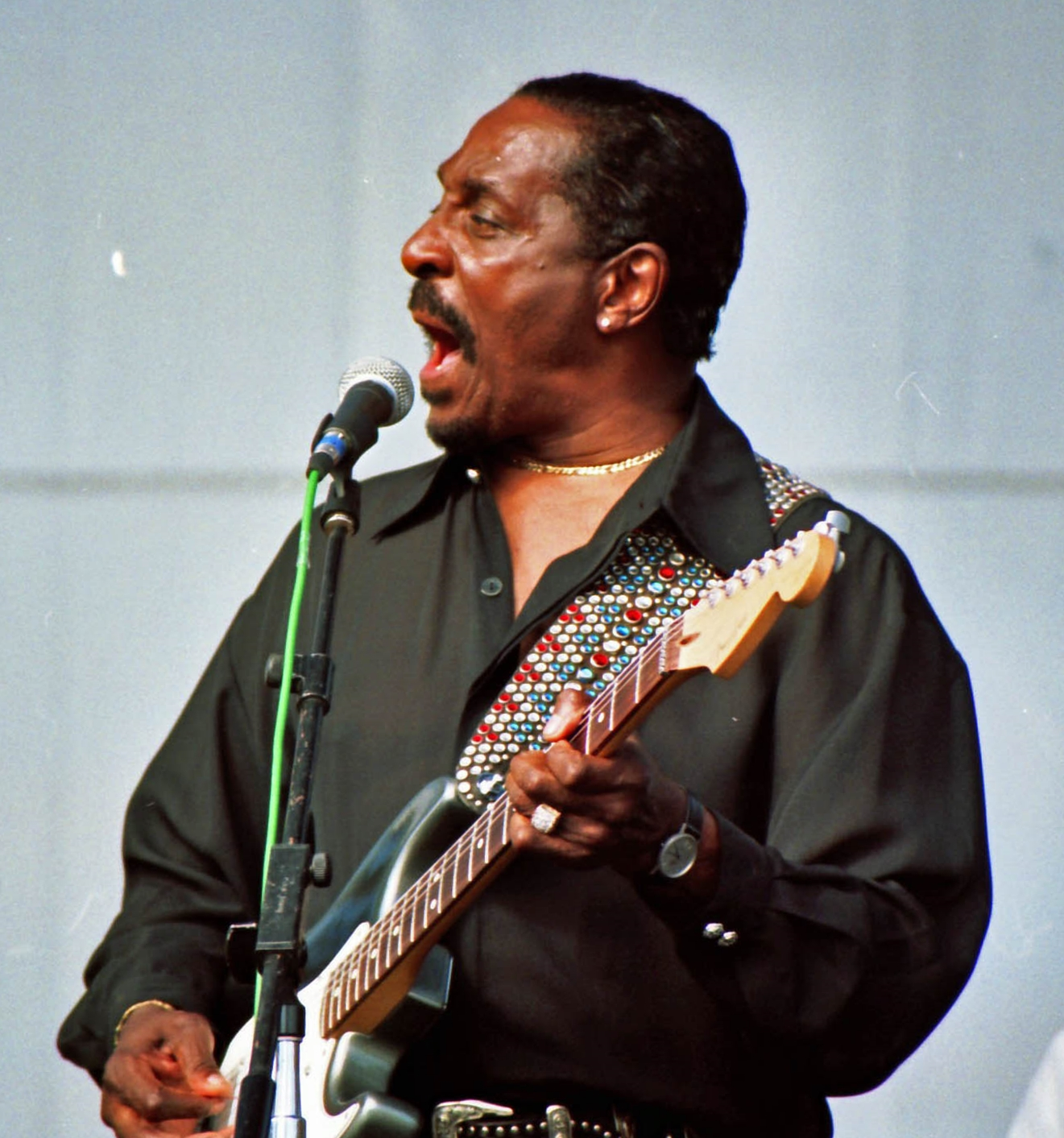
Ike Turner.

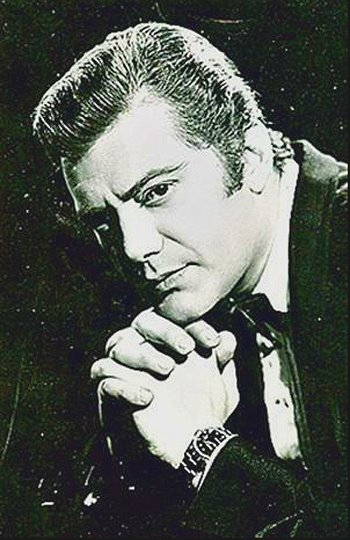
Alberto Locati.

- 2007: Josep Guinovart, artista plástico español (n. 1927).
- 2007: François al-Hajj, general libanés (f. 1953).
- 2007: Alberto Locati, actor argentino (n. 1939).
- 2007: Ike Turner, músico estadounidense, exesposo de Tina Turner (n. 1931).
- 2008: Amalia Solórzano, primera dama de México de 1934 a 1940 (n. 1911).
- 2008: Van Johnson, actor estadounidense (n. 1916).
- 2008: Tassos Papadopoulos, político y presidente chipriota entre 2003 y 2008 (n. 1934).
- 2010: Manuel Caballero, escritor, historiador, periodista y profesor venezolano (n. 1931).
- 2010: Fernando Urdiales, director de teatro, dramaturgo y médico español (n. 1951).
- 2011: Alberto de Mendoza, actor argentino (n. 1923).
- 2011: Mălina Olinescu, cantante rumana (n. 1974).
- 2012: Ricardo Passano, actor argentino (n. 1922).

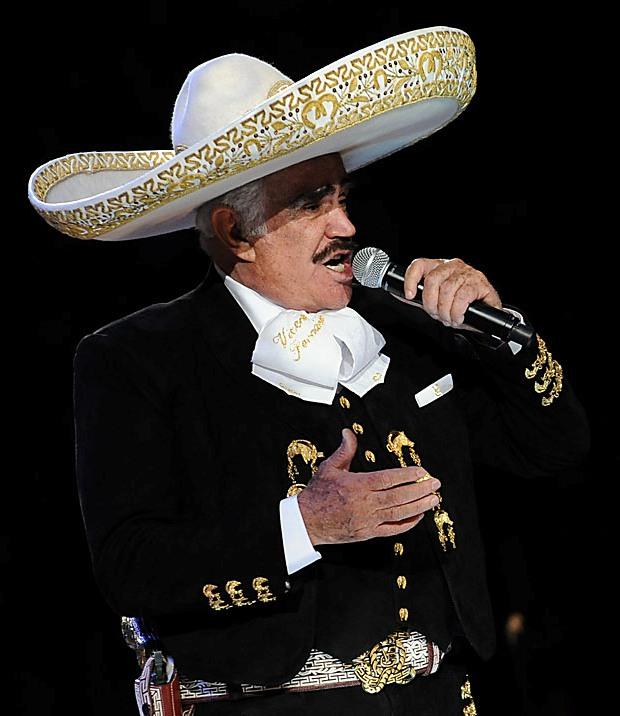
Vicente Fernández

- 2016: Lucila Campos, cantante peruana (n. 1938).
- 2016: Javier Echevarría Rodríguez, obispo español, prelado del Opus Dei; infección pulmonar (n. 1932).
- 2016: Jean Fisher, escritora, profesora y crítica de arte británica (n. 1942).
- 2016: Jaime Niño Díez, sociólogo, político, académico y funcionario público (ministro de Educación) colombiano (n. 1942).
- 2016: Konrad Reuland, jugador estadounidense de fútbol americano (n. 1987).[3]
- 2016: Leo Sharp, veterano de guerra y horticultor estadounidense, reconocido por haber servido como mula para el cártel de Sinaloa a una avanzada edad (n.1924)
- 2017: Aharon Yehuda Leib Shteinman, rabino israelí ultraortodoxo (n. 1913).
- 2019: Danny Aiello, actor estadounidense (n. 1933).
- 2019: Peter Snell, atleta neozelandés (n. 1938).
- 2020: John le Carré, novelista británico especializado en suspense y espionaje (n. 1931).
- 2020: Charley Pride, cantante de country estadounidense (n. 1934).
- 2020: Jack Steinberger, físico germano-estadounidense, premio nobel de física en 1988 (n. 1921).
- 2021: Vicente Fernández, actor y cantante mexicano (n. 1940).
- 2022:
  - Mirosław Hermaszewski, militar y cosmonauta polaco (n. 1941).
  - Octavio Rivero Serrano, médico mexicano, rector de la UNAM entre 1981 y 1984 (n. 1929).
- 2024: Amparo Guillén, actriz ecuatoriana (n. 1953).

## Celebraciones
- Día Internacional de la Cobertura Sanitaria Universal.

- Día Internacional de la Neutralidad.

- Día Internacional del Lince Ibérico. Creado en el año 2015, por iniciativa de la Consejería de Medio Ambiente y Ordenación del Territorio de la Junta de Andalucía de España, con la finalidad de visibilizar el peligro de extinción que acecha a esta especie.

- Día Mundial de la Disfagia.[4] El objetivo esencial de esta fecha es dar a conocer un trastorno que afecta a un porcentaje importante de la población, y que consiste en la dificultad para tragar la comida y las sustancias líquidas de manera natural y que por lo tanto, necesita de la atención inmediata de un especialista.

 Por países
(Por orden alfabético)
- Argentina:
  -  Club Atlético Boca Juniors: Día del Xeneize.[5][6]
  - Día de la Maquinaria Agrícola.[6]

- Croacia: 
  -  Día de la Fuerza Aérea Croata.

- Ecuador: 
  - Día de la Gastronomía. Declarado en 2018 por la Asamblea Nacional del Ecuador, con el objetivo de reconocer y promover la riqueza culinaria del país.
  - Día del Trabajador Petrolero Ecuatoriano. En homenaje a la constitución de la Federación de Trabajadores Petroleros del Ecuador en 1981 y la incorporación de campos petroleros clave a la producción nacional.

- Estados Unidos: 
  - Día de la Casa de Pan de Jengibre.[7] Casa decorativa creada de pan, tradición de la temporada navideña.
(en inglés: Gingerbread House Day).
  - Día Nacional de la Flor de Pascua. Celebración que se hizo oficial en 2002 cuando fue declarado por el Congreso de los Estados Unidos. Esta fecha fue elegida para la observación, ya que marca la muerte de Joel Roberts Poinsett, quien es el responsable de traer la popular flor roja que se utiliza en la temporada navideña de este país.
(en inglés: Poinsettia Day).

- Japón: 
  - Día Kanji.

- Kenia: 
  - Jamhuri Day.[8]

- México: 
  - Día del Empleado Bancario.

- Panamá: 
  - Día del Sociólogo en Panamá. En esta fecha se recuerda al profesor Alonso Ramos, quien contribuyó al pensamiento crítico de las nuevas generaciones en las cátedras de Metodología de la Investigación.

- Rusia: 
  - Día de la Constitución.

- Turkmenistán: 
  - Día de la Neutralidad.

- Ucrania: 
  - Día de las Fuerzas Terrestres.

Compartidas
- Calendario bahaí: 
  - Fiesta de Masá’il.
(grafía árabe: مسائل) (Significado: Preguntas). Fecha gregoriana: 12 de diciembre — 30 de diciembre.

### Santoral católico

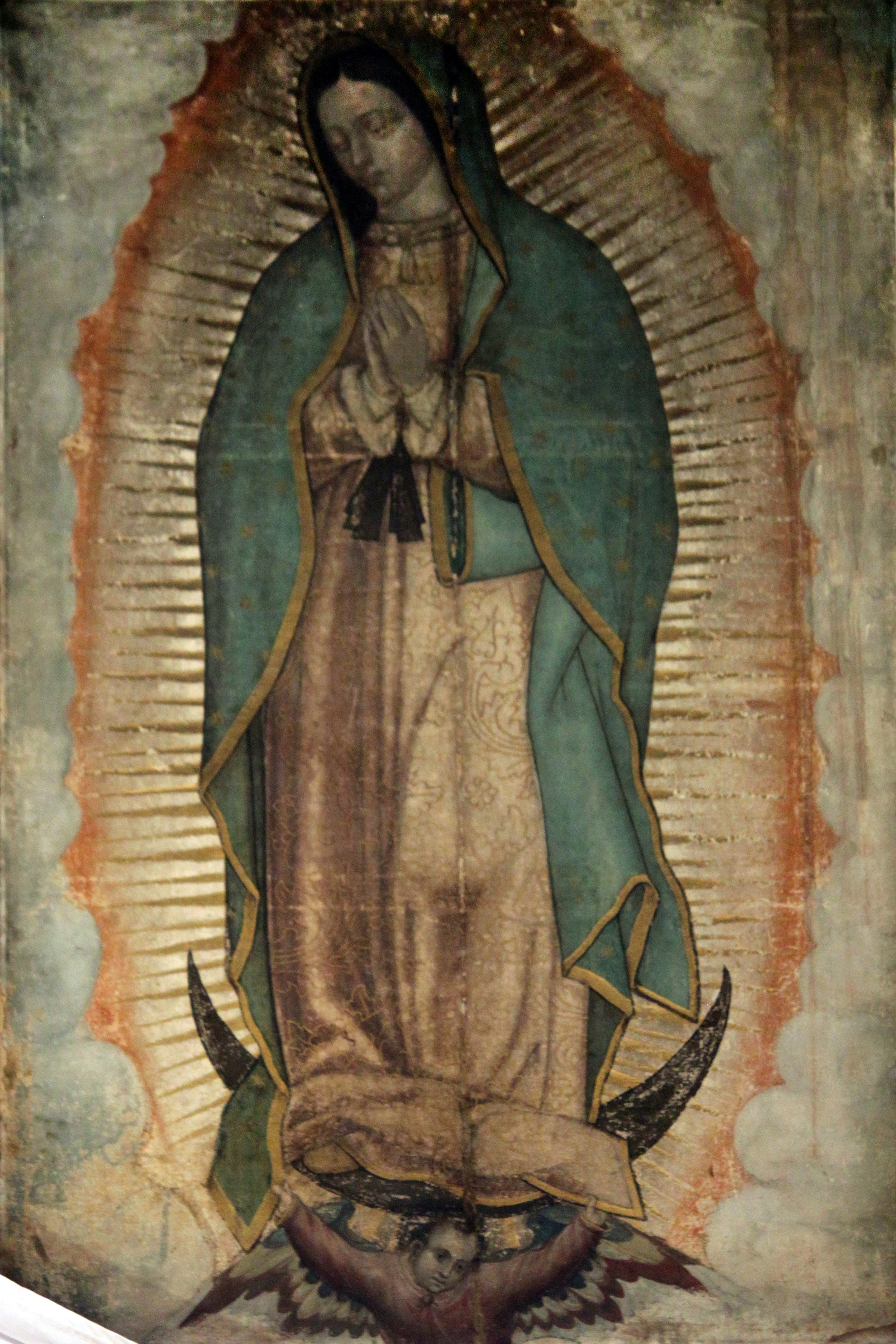
La Virgen de Guadalupe en la tilma de Juan Diego.

- Virgen de Guadalupe, reina de México y emperatriz de América. (imagen ilustrativa).
- Santos Epimaquio, Alejandro, Amonarion, Mercuria y Dionisia de Alejandría, mártires (250).
- San Espiridión de Chipre, obispo (c. 348).
- San Finiano de Clonard, abad (549).
- San Corentino de Quimper, obispo (s. VII/VIII).
- San Israel de  Le Dorat, presbítero y canónigo (1014).
- San Vicelino de Oldenburgo, obispo (1154).
- Beato Bertolo Buonpedoni, presbítero (1300).
- Beato Conrado de Ofida, presbítero (1306).
- Beato Jacobo Capocci, obispo (1308).
- San Simón Phan Dác Hòa, mártir (1840).
- Beato Pío Bartosik, presbítero y mártir (1941).

 Por países
(Por orden alfabético)
- México: 
  - Día de la Virgen de Guadalupe.[9]

- Nicaragua: 
  - Danza tradicional de Los Mantudos en honor a Nuestra Señora de Guadalupe en León.